# Noah’s Ark
Noah’s Ark ist ein US-amerikanischer Kurzfilm in Stop-Motion von Bill Justice aus dem Jahr 1959.

## Handlung
Noah erhält von Gott die Aufgabe, innerhalb von sieben Tage eine Arche zu bauen, da er danach sintflutartigen Regen schicken werde. Zusammen mit seinen drei Söhnen baut Noah die Arche in der vorgegebenen Zeit und versammelt danach von jeder Tierart der Erde ein Pärchen auf dem Schiff. Der Regen kommt und die Arche beginnt zu schwimmen.
In dem Schiff wird es den Tieren bald langweilig und so wird schließlich Musik gemacht. Die Tiere finden sich paarweise zusammen und tanzen. Die Nilpferdfrau reagiert eifersüchtig, weil ihr Mann mit allen möglichen Weibchen tanzt, nur nicht mit ihr. Noah weiß sie zu beruhigen und mit ihrem Mann auszusöhnen. Nach 40 Tagen und Nächten lässt der Regen nach. Noah schickt eine Taube los, die mit einem Zweig im Schnabel zurückkehrt. Die Tiere und Menschen fallen sich in die Arme. Vom Mount Everest, auf dem die Arche zum Stehen kam, begeben sich die Tiere mit ihren Jungen in alle Welt.

## Produktion
Noah’s Ark kam am 10. November 1959 in die Kinos. Es war der erste Disney-Animationsfilm, der in Stop-Motion animiert wurde. Die Tiere bestehen zum Teil aus Gebrauchsgegenständen, wie Pfeifenreinigern, Wäscheklammern und Korken. Bereits 1933 hatte Disney die Geschichte um die Arche Noah als Kurzanimationsfilm verarbeitet, der unter dem Titel Father Noah’s Ark als Teil der Serie Silly Symphonies erschien.
Jerome Courtland fungierte als Erzähler, Noah und Gott wurden von Paul Frees gesprochen.

## Auszeichnungen
Noah’s Ark wurde 1960 für einen Oscar in der Kategorie „Bester animierter Kurzfilm“ nominiert, konnte sich jedoch nicht gegen Moonbird durchsetzen.